# Щербатых, Виктор
Ви́ктор Щерба́тых (латыш. Viktors Ščerbatihs; род. 6 октября 1974 года, Добеле, Латвийская ССР) — латвийский тяжелоатлет и политик, депутат 9-го Сейма Латвии от ZZS (Союз зелёных и крестьян).
На летних Олимпийских играх 2004 года в Афинах выиграл серебряную медаль в категории свыше 105 кг, набрав в сумме 455 кг (205 кг в рывке и 250 кг в толчке). Бронзовый призёр Олимпийских игр 2008 года в категории свыше 105 кг.
Он также получил три бронзовые медали в чемпионатах мира (1997, 1998 и 2003), золото в 2007 году и несколько медалей на чемпионатах Европы (бронза в 1997, 1999 и 2000, золото в 2001, серебро в 2004 и снова золото в 2005, 2006, 2007 и 2008).
Дважды признавался лучшим спортсменом года в Латвии (2005 и 2007).
В 2012 году закончил спортивную карьеру.